# همينغن
همينغن (نيدرزاكسن) (بالألمانية: Hemmingen) هي بلدة ألمانية تقع في ألمانيا في Hanover region.  يقدر عدد سكانها بـ 18,966 نسمة .

## المدن التوأمة
مدن مارك كليبرغ، Canton of Yvetot، Murowana Goślina و Yvetot هي مدن توأمة لـهمينغن (نيدرزاكسن).